# Estación de Ichigao
Ichigao (市が尾駅 Ichigao-eki?) es una estación de pasajeros que se localiza en Yokohama, prefectura de Kanagawa. Propiedad de la compañía Tokyu, que da servicio a la Línea Den-en-toshi.  Su código es DT18.

## Historia
En 1966 la estación se inaugura tras ampliarse la línea Den-en-toshi hasta la estación de Nagatsuta.
En 2015, el acceso este fue renovado. Al mismo tiempo, también se inauguró el Etomo Ichigao, un edificio comercial que cuenta con una conexión directa con la estación. En 2017, las puertas de andén se instalan en la plataforma 2. Las puertas de andén se instalan en el andén 1.

## La estación
Se trata de una estación que cuenta con dos andenes laterales que prestan servicio a dos vías.

## Servicios ferroviarios
| procedencia/destino    | < estación | Línea | estación > | destino/procedencia                 |
| ---------------------- | ---------- | ----- | ---------- | ----------------------------------- |
| Nagatsuta・Chuo-rinkan | Fujigaoka  |       | Eda        | Shibuya・Oshiage(Skytree)・Kasukabe |

## Galería de fotos

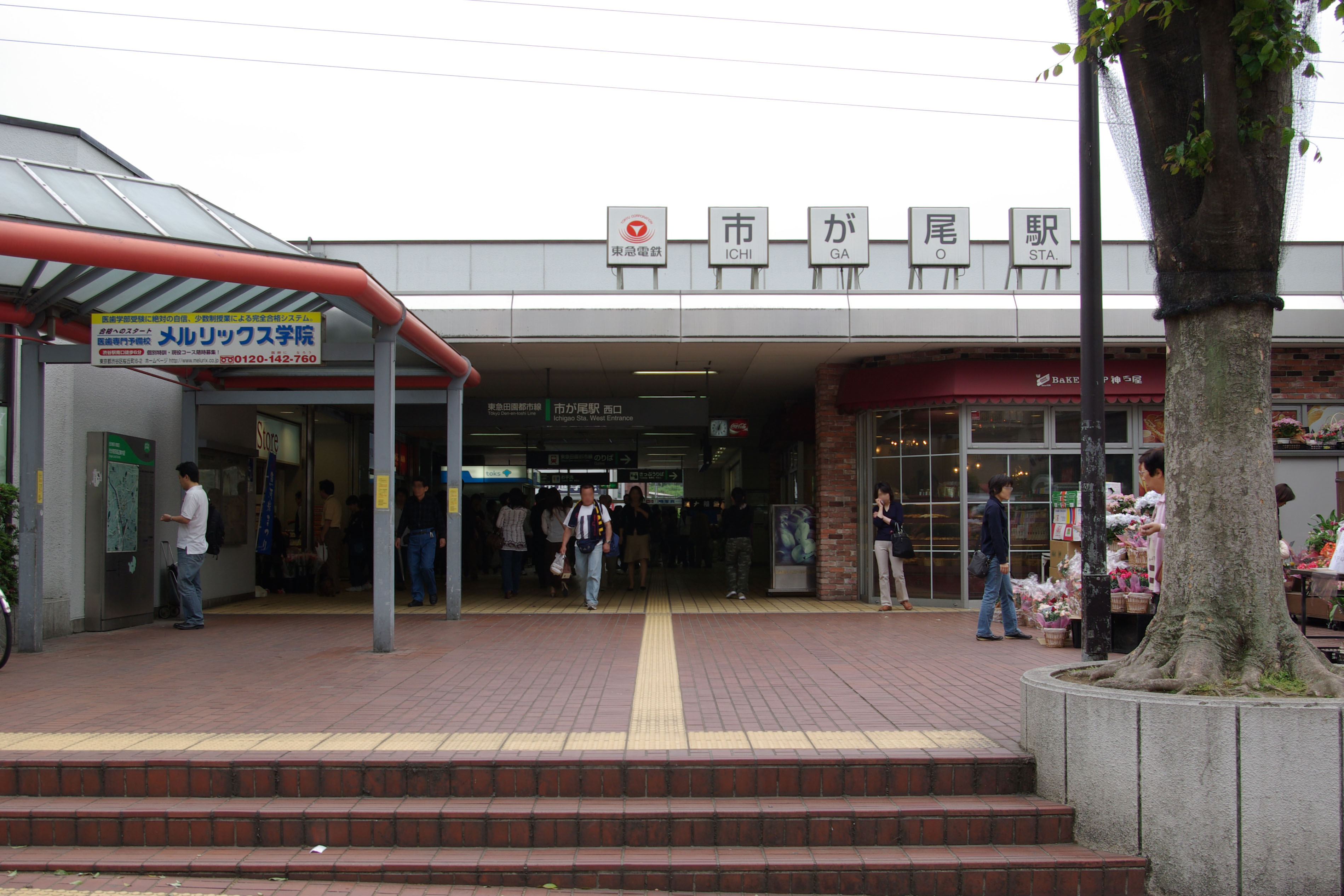
Acceso oeste (mayo de 2007)
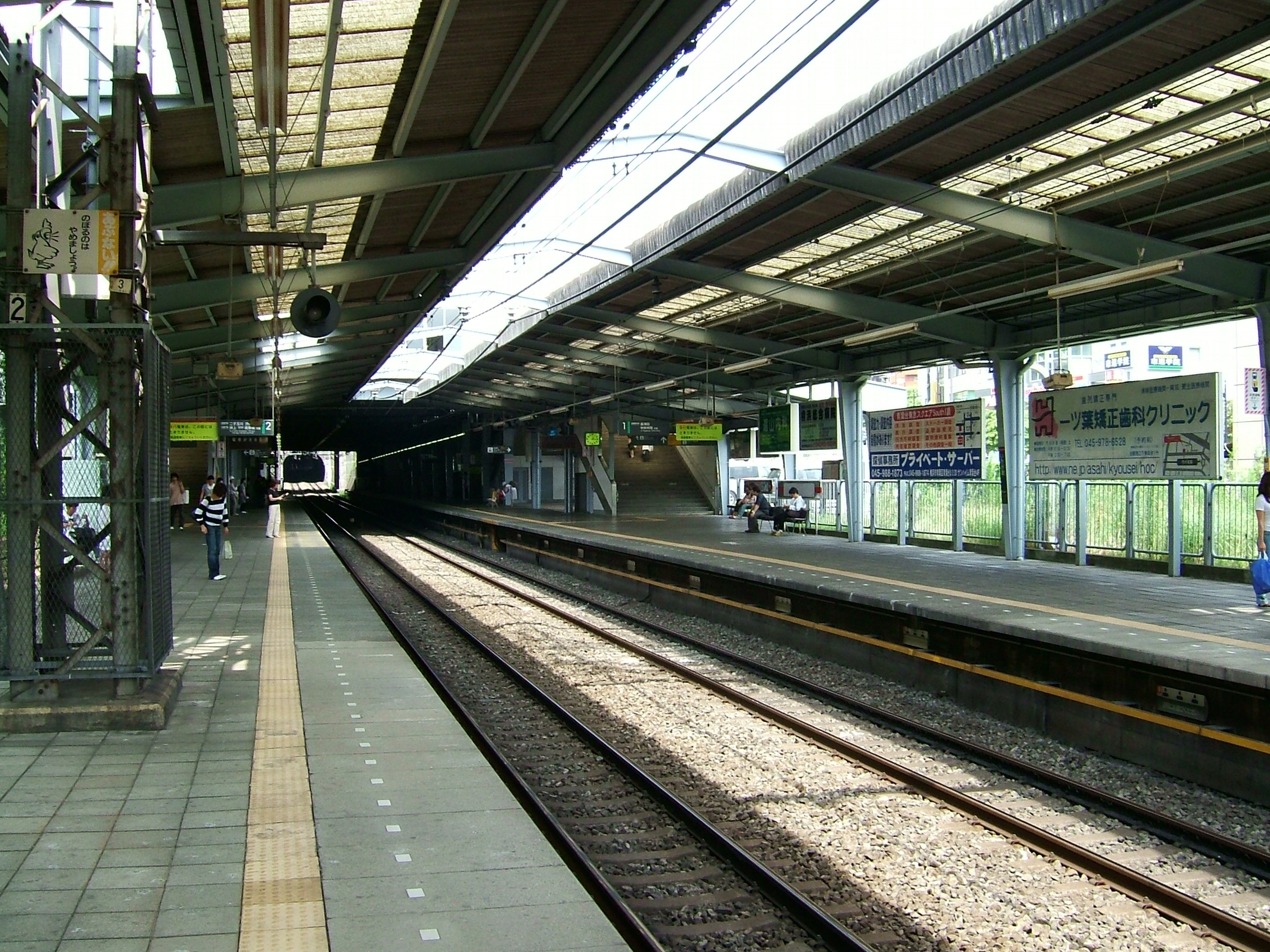
Andén (agosto de 2004)
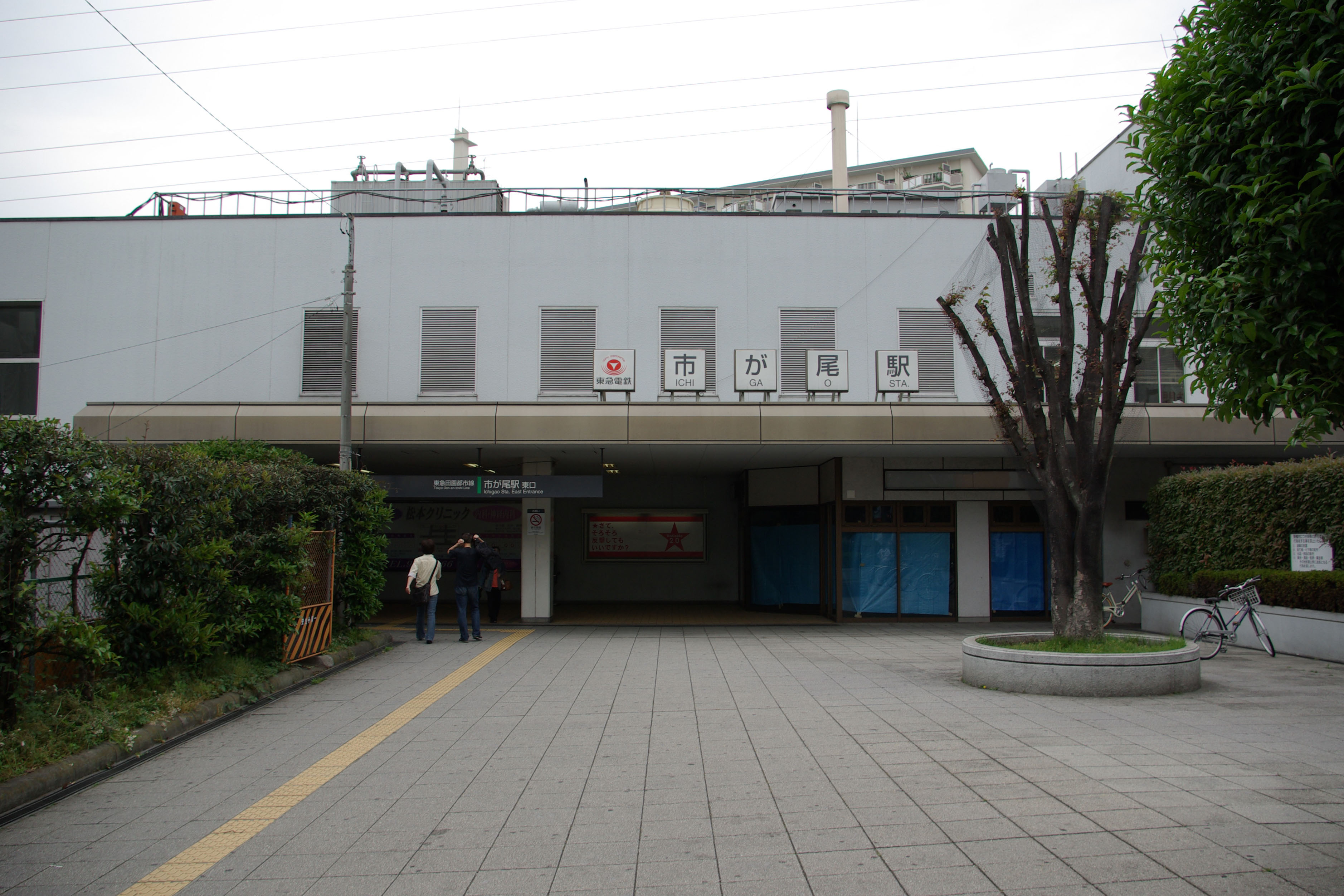
Acceso este del antiguo edificio de la estación (mayo de 2007)